# Geoinženjering
Geoinženjering ili geoinženjerstvo ili klimatski inženjering je niz namjernih i velikih zahvata u Zemljin klimatski sustav s ciljem smanjenja globalnog zatopljenja i promjene klimatskih prilika. Obuhvaća namjernu promjenu klime pomoću tehnologije.
Uglavnom se radi o traženju metoda za smanjenje ugljikovog dioksida i kontrole sunčevog zračenja. Ugljikov dioksid smatra se uzrokom klimatskih promjena te je jedan od stakleničkih plinova iz atmosfere. Neke od ideja bile su: hvatanje ugljkovog dioksida direktno iz zraka, zasipanje Arktika česticama prašine, raspršivanje sulfatnih čestica u atmosferu (kako bi one djelovale kao svojevrstan štit, minijaturni reflektori koji bi odbijali dio sunčevog zračenja i time snizili temperaturu) te unošenje velike količine željeza u oceane (kako bi se ubrzao rast algi sposobnih za veliku apsorpciju plinova).
Međuvladin panel o klimatskim promjenama (IPCC) zaključilo je 2007., da je uglavnom teško dokazati pozitivne učinke geoinženjerstva.
Geoinženjerstvo je predloženo kao potencijalna treća opcija za rješavanje problema globalnog zatopljenja, pored ublažavanja i prilagodbe. Znanstvenici obično ne smatraju geoinženjering kao alternativu za kontrolu emisija, nego kao prateću strategiju.
Gotovo sva se istraživanja sastoje od računalnog modeliranja ili laboratorijskih testova, a pokušaji u stvarnom svijetu pokazali su se kontroverznim. Neki projekti su u tijeku poput sadnje stabala i ugradnje hladnog krova. Započela su i ruska terenska istraživanja sa sumpornim aerosolom.
Postoje kritičari geoinženjeringa, koji smatraju, da je to moralno upitno i da eksperimenti mogu dugoročno upropastiti klimu.
Skupine poput ENC grupe i pojedinci poput Raymonda Pierrehumberta pozvali su na zabranu geoinženjeringa. Puni učinci različitih geoinženjerskih metoda nisu još poznati ni posve znanstveno istraženi. Godine 2010., UN-ova konvencija o biološkoj raznolikosti proglasila je moratorij na sve pokuse u moru i svemiru, osim manjih istraživačkih studija.